# 堂シリーズ
『堂シリーズ』（どうシリーズ）は、周木律による日本の推理小説のシリーズ。2013年4月、講談社ノベルスより刊行された『眼球堂の殺人〜The Book〜』に始まり、2019年2月、全7作品をもって完結。

## 主な登場人物
十和田只人
天才と呼ばれる放浪の数学者。
善知鳥神
十和田只人に「千年に一人の天才」と言わしめる謎の数学者

## シリーズ一覧
- 眼球堂の殺人〜The Book〜（2013年4月 講談社ノベルス / 2016年9月 講談社文庫）
- 双孔堂の殺人〜Double Torus〜（2013年8月 講談社ノベルス / 2016年12月 講談社文庫）
- 五覚堂の殺人〜The Burning Ship〜（2014年2月 講談社ノベルス / 2017年3月 講談社文庫）
- 伽藍堂の殺人〜Banach-Tarski Paradox〜（2014年9月 講談社ノベルス / 2017年9月 講談社文庫）
- 教会堂の殺人〜Game Theory〜（2015年7月 講談社ノベルス / 2018年9月 講談社文庫）
- 鏡面堂の殺人〜Theory of Relativity〜（2018年12月 講談社文庫）
- 大聖堂の殺人〜The Books〜（2019年2月 講談社文庫）